# Streitmühle (Nordhalben)
Streitmühle ist eine Wüstung auf dem Gemeindegebiet des Marktes Nordhalben im Landkreis Kronach (Oberfranken, Bayern).

## Geographie
Die Einzelsiedlung lag auf einer Höhe von 431 m ü. NHN im tief eingeschnittenen Tal der Rodach etwas abseits der Staatsstraße 2707, die nach Mauthaus (3,5 km südlich) bzw. nach Neumühle zur Staatsstraße 2198 (0,9 km nordöstlich) verläuft. Im Osten grenzt das gemeindefreie Gebiet Oberer Geroldsgrüner Forst an.

## Geschichte
Streitmühle gehörte zur Realgemeinde Nordhalben. Gegen Ende des 18. Jahrhunderts bestand der Ort aus einem Anwesen. Das Hochgericht übte das bambergische Centamt Nordhalben aus. Die Mahl- und Schneidmühle hatte das bambergische Kastenamt Kronach als Grundherrn.
Mit dem Gemeindeedikt wurde Streitmühle dem 1808 gebildeten Steuerdistrikt Nordhalben und der 1818 gebildeten Munizipalgemeinde Nordhalben zugewiesen. Das Hauptgebäude wurde spätestens 1978 abgebrochen.

### Einwohnerentwicklung
| Jahr      | 001818 | 001861 | 001871 | 001885 | 001900 | 001925 | 001950 | 001961 | 001970 | 001987 |
| Einwohner | *      | 5      | 3      | 4      | 5      | 10     | 5      | 2      | †      | †      |
| Häuser    | *      |        |        | 1      | 1      | 1      | 1      | 1      |        | †      |
| Quelle    | [ 3 ]  | [ 7 ]  | [ 8 ]  | [ 9 ]  | [ 10 ] | [ 11 ] | [ 12 ] | [ 13 ] | [ 14 ] | [ 15 ] |

## Religion
Der Ort war ursprünglich rein katholisch und nach St. Bartholomäus (Nordhalben) gepfarrt.